# Seminário Central do Ipiranga
O Seminário Central do Ipiranga faz parte do eixo histórico-urbanístico do Ipiranga. Construído entre 1929 e 1934 por Dom Duarte Leopoldo e Silva, construtor da Catedral da Sé e reitor do Seminário, possui valor arquitetônico e ambiental e guarda um enorme acervo da história da Igreja Católica em São Paulo, "um verdadeiro cartório central da Igreja". Predomina o estilo neoclássico, entretanto, por ter sido finalizada em 1950 com modificações no projeto original, possui uma variação de estilos em sua arquitetura.
O terreno de 32 mil m² foi doado pelo Conde José Vicente de Azevedo por escrituras de 1928 e 1934 à Arquidiocese de São Paulo para a edificação desse estabelecimento e da Universidade Católica. A área foi adquirida pelo Conde do governo e também comprada de particulares. A construção em alvenaria de tijolos foi inaugurada em 1934 na Avenida Nazaré sediando o Seminário Central da Imaculada Conceição e a Faculdades Associadas Ipiranga- FAI que ministrava os cursos de Filosofia e Teologia. Também funcionou o campus da UNIFAI- Centro Universitário Assunção.
Atualmente, funcionam no terreno o Arquivo Metropolitano da Mitra Arquidiocesana, a Paróquia Imaculada Conceição do Ipiranga, o campus Ipiranga da Pontifícia Universidade Católica de São Paulo (PUC-SP) e a Biblioteca Teológica Dom José Gaspar.

## História
Antes de se localizar no bairro do Ipiranga, o Seminário era chamado de Seminário Provincial de São Paulo e sua primeira sede, em 1856, foi na Avenida Tiradentes. Em 1924, durante a Revolta Paulista liderada pelo general Isidoro Dias Lopes, a Estação da Luz foi bombardeada pelo governo e o Seminário foi também atingido. Dom Duarte Leopoldo e Silva resolveu transferir o Seminário para o bairro do Ipiranga e, enquanto esperava a construção, os seminaristas foram transferidos para o bairro da Freguesia do Ó, onde permaneceram de 1927 a 1934.

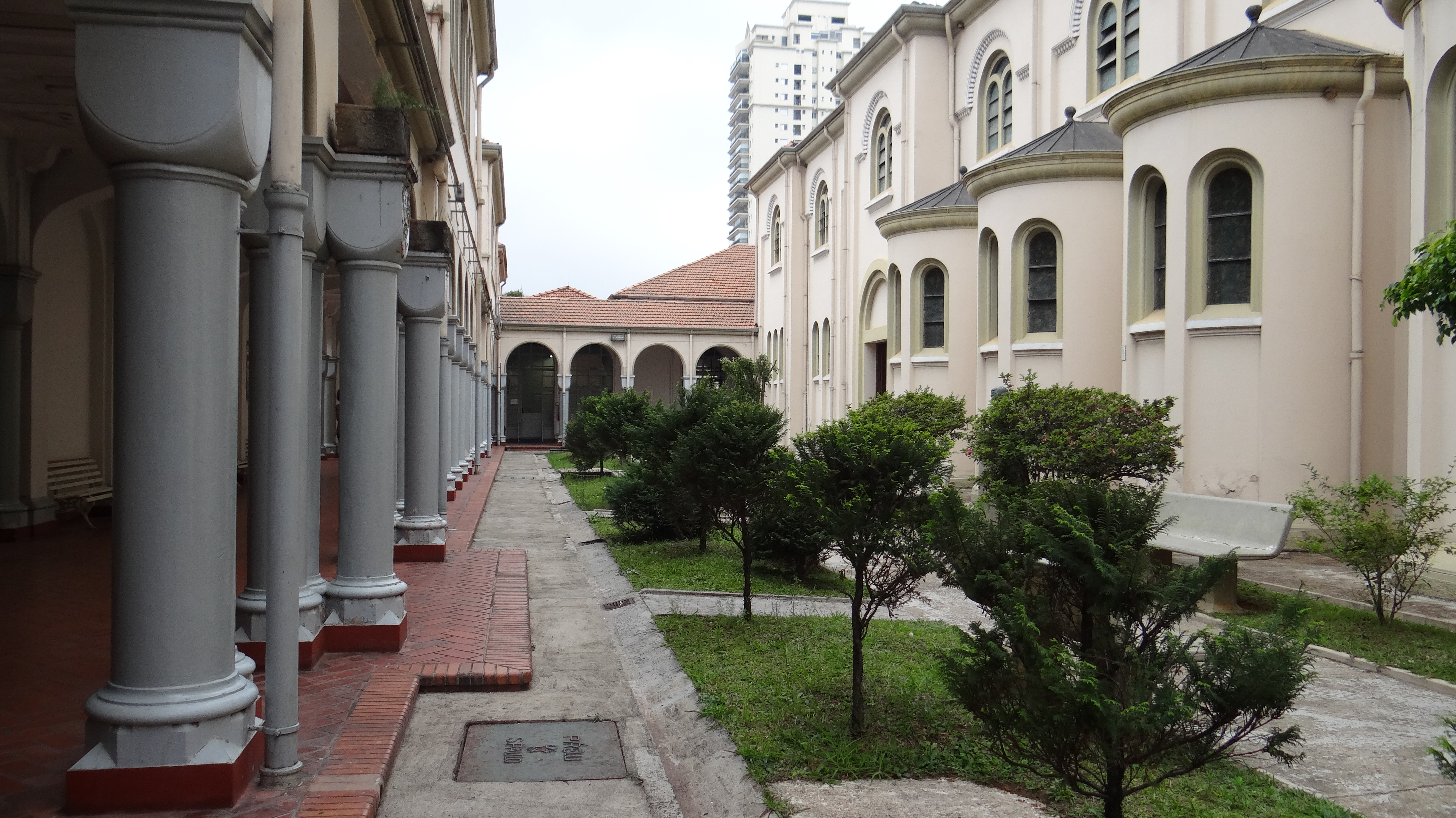
Seminário Central do Ipiranga, São Paulo (SP), Brasil - Jardim 3

Em 1934, passou para o imóvel da Avenida Nazaré, transformado pela Santa Sé no grande Seminário Central Imaculada Conceição do Ipiranga e Universidade Católica ministrando os cursos de Filosofia e Teologia. Este foi o local de estudo de todo clero dos estados de São Paulo, Rio de Janeiro, Paraná e de outras partes do Brasil. A área 32 mil m² onde está construído foi doada pelo Dr. José Vicente de Azevedo à Arquidiocese de São Paulo que, no ano seguinte da doação (1935), teve o título honorífico de Conde Romano outorgado pelo Papa Pio XI.
Em 1949, por desejo Dom Carlos Carmelo de Vasconcelos Motta, iniciou-se a Faculdade de Teologia Nossa Senhora da Assunção (FTNSA), primeira faculdade de teologia do Brasil com reconhecimento do direito canônico, de modo que tornou essa formação muito atrativa e muitos bispos mandaram seus seminaristas para irem estudar em São Paulo. Nessa época, o Seminário Central do Ipiranga ainda funcionava de acordo com o modelo de seminário tridentino e permaneceu assim até a nova estrutura da FTNSA organizada em 168, quando separou-se a estrutura formativa do seminário e a administração pedagógica da faculdade  (ATA  I,  12v). Até 1968, a responsabilidade da formação completa (disciplinar,  espiritual  e  intelectual)  era  dividida  entre  o  reitor  do  seminário  e  o decano (diretor) da faculdade.

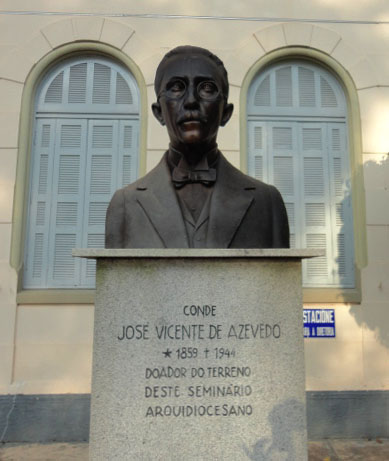
Seminário Central do Ipiranga - estátua

Na década de 60, o Concílio do Vaticano II determinou que os seminaristas deixassem o local,  residissem em casas de formação e se transferissem para as paróquias para cumprirem as funções de assistentes e padres, assim, o prédio que ficaria vazio recebeu do Instituto Educacional Paulopolitano (instituição mantenedora da UniFai) o dever de abrigar estudantes que não tivessem o objetivo de seguir carreira religiosa e o espaço do seminário foi reservado como um grande centro de estudos.
"Quando o número de seminaristas foi significativamente reduzido, tornou-se inviável economicamente utilizar o prédio somente como moradia dos seminaristas. Também havia a preocupação, tamanha era a crise eclesial, de que a Arquidiocese perdesse o prédio pela inexistência de seminaristas. Assim, alguns padres da Arquidiocese, em comunhão com o cardeal, decidiram criar uma faculdade particular, que deveria funcionar no prédio do antigo SCI, o qual seria alugado à referida faculdade, a FAI."
Ao final de 1970 foi fundada a FAI (Faculdades Associadas Ipiranga), com a faculdade de Filosofia, Ciências e Letras que ficou no local até 1982.
Mais tarde, o prédio foi ocupado pela UniFai, instituição de ensino superior até 2009. Nesse mesmo ano, a FTNSA foi reincorporada à PUC e no ano seguinte a PUC-SP se inaugurou  o campus Ipiranga com quatro cursos de graduação (Administração, Ciências Contábeis, Pedagogia e Teologia) e a pós-graduação em teologia  nas edificações do Seminário Central do Ipiranga.

### Arquivo Metropolitano Dom Duarte Leopoldo e Silva

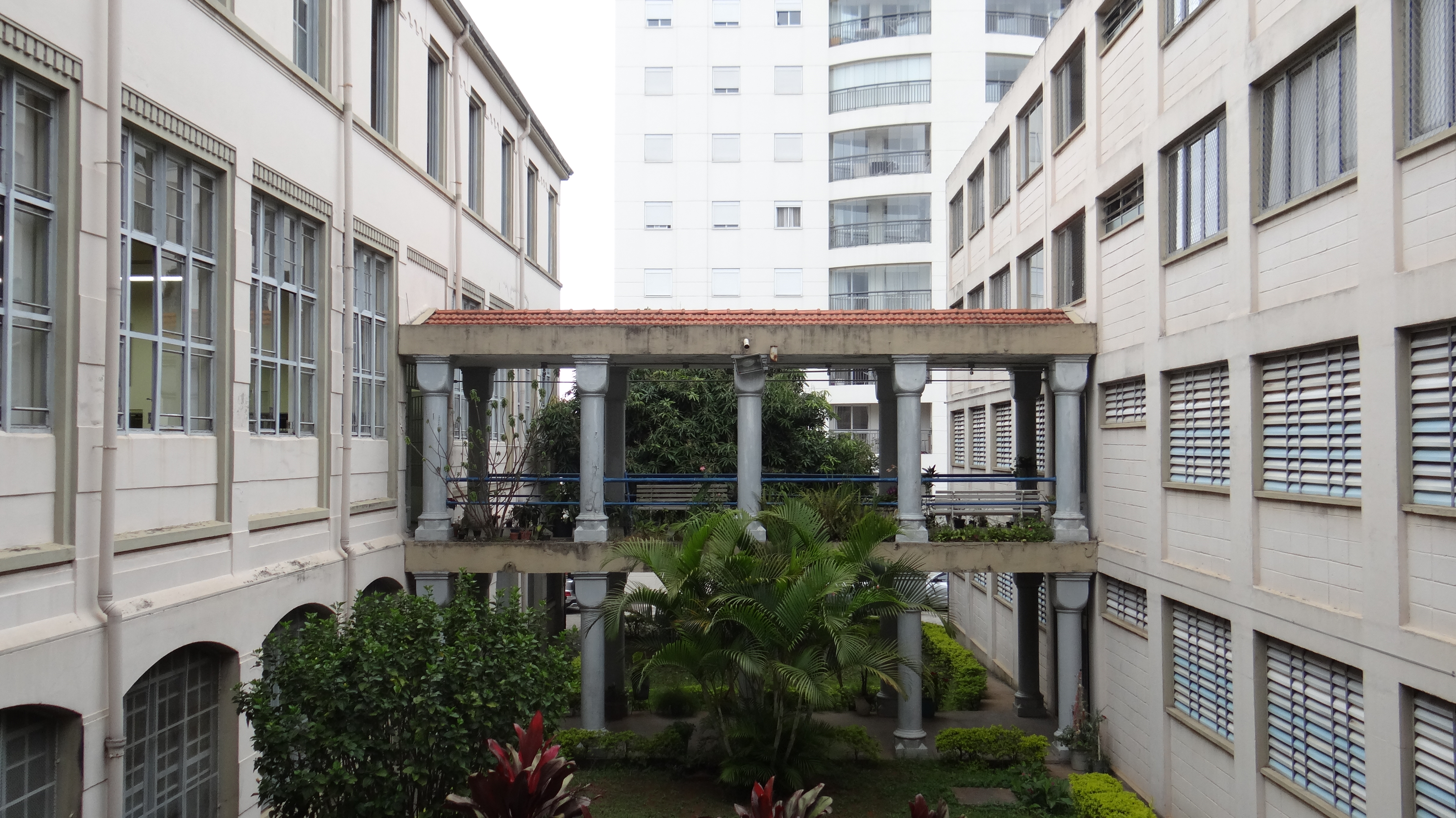
Seminário Central do Ipiranga, São Paulo (SP), Brasil - Passarela

Dom Duarte Leopoldo e Silva, primeiro arcebispo metropolitano de São Paulo, foi o responsável pela inauguração do Seminário Central do Ipiranga no dia 19 de março de 1934 e reitor da instituição neste mesmo ano. Metódico e curioso, Dom Duarte reuniu em 1918 a documentação da Igreja Católica de São Paulo no antigo prédio da Cúria, localizado na Rua Santa Teresa, junto à Praça da Sé, local que deu lugar ao metrô. Transferido temporariamente para a Praça Clóvis Bevilacqua, o Arquivo da Cúria passou funcionar em 1984 nas instalações do Seminário Central do Ipiranga, na Rua Nazaré, 993 e recebeu o nome de Dom Duarte.
O Arquivo Metropolitano Dom Duarte Leopoldo e Silva é o destino da documentação paroquial e curial de toda a Arquidiocese de São Paulo e possui em seu acervo:
- Oito milhões de registros de batizados (1640 a 2002);
- Quatro milhões de registros de casamentos (1632 a 2002);
- Trezentos mil registros de óbitos (1686 a 1889);
- Milhões de informações localizadas em livros manuscritos de entidades diversas (associações, bispos, cúria metropolitana, irmandades, paróquias, seminários, entre outras) (1686 a 1950);
- Duzentos e cinquenta mil processos manuscritos de 1640 a 1920, destacando: abjurações e profissões de fé, autos cíveis, crimes, divórcio, esponsais, habilitação de genere et moribus (ordenações presbiterais), oratórios particulares, processos de casamento e dispensas matrimoniais, processo de padres estrangeiros, e testamentos;
- Novecentos pastas de documentação avulsa de paróquias do Estado de São Paulo, Sul de Minas Gerais, Paraná, Santa Catarina e Rio Grande do Sul;
- Partituras Musicais (século XVIII e XIX);
- Fotografias, cerca de 26.000, desde 1871;
- Jornais católicos encadernados (1899 a 2002);
- Plantas e projetos arquitetônicos (cerca de 3.000);
- Filmes cinematográficos e fitas VHS.

· . *dados aproximados.

### Paróquia Imaculada Conceição

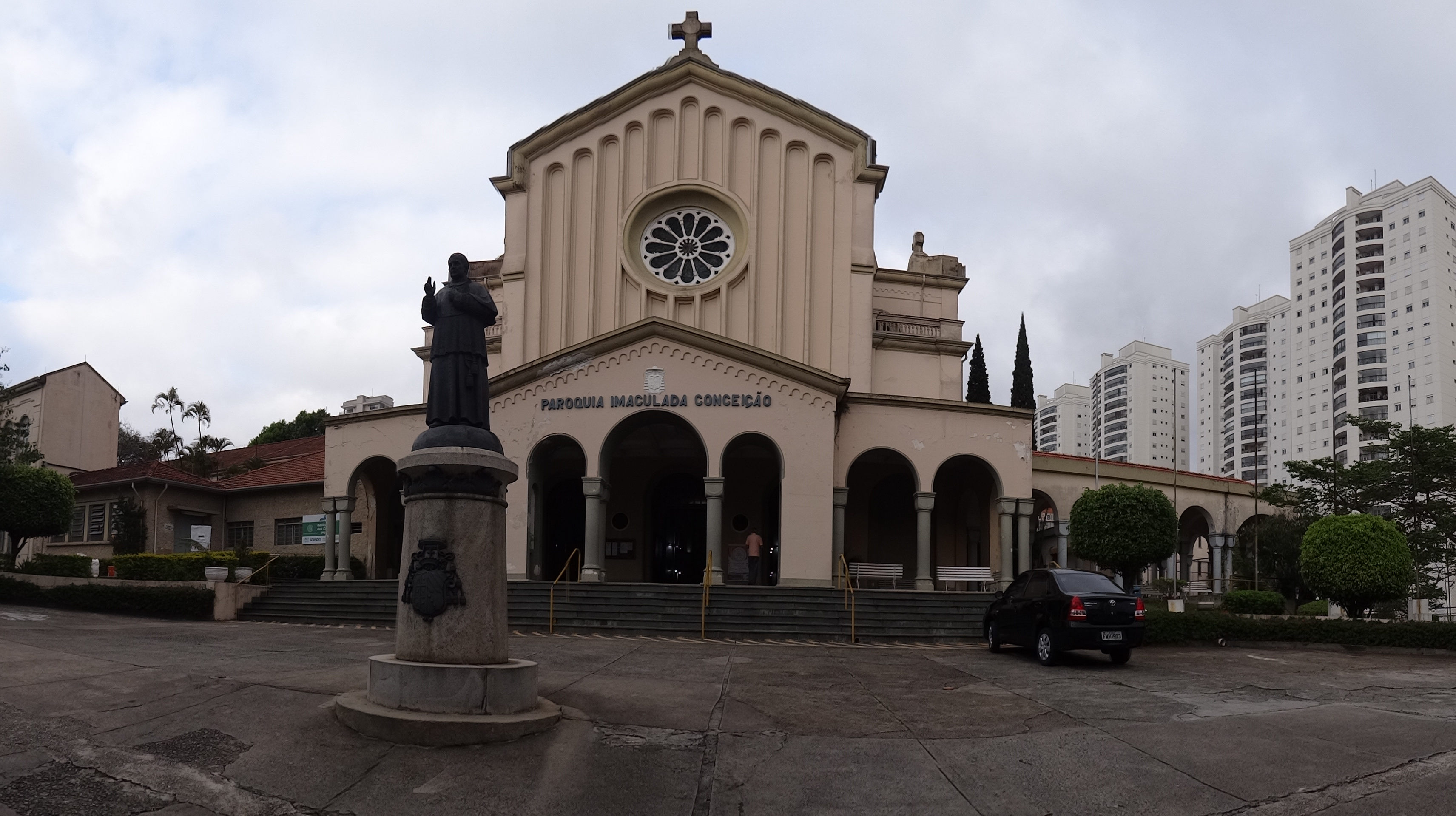
Seminário Central do Ipiranga, São Paulo (SP), Brasil - Panorâmica Frontal

Em nove de fevereiro de 1967, foi fundada a Paróquia Imaculada Conceição do Ipiranga por decreto do Emmo. Sr. Cardeal Dom Agnelo Rossi.No mesmo ano, Dom Agnelo Rossi empossou no cargo de Primeiro Vigário o Revmo. Padre Alcindo Piva Castilho e seu coadjutor o Revmo. Pe. Holien Bezerra Gonçalves. Em 1968, no dia da padroeira (8 de dezembro), houve a Primeira Eucaristia para um grupo de 27 crianças.
A Paróquia foi local de várias ordenações presbiterais e diaconais. Em 31 de março de 1995, foram iniciadas as atividades da Sociedade São Vicente de Paulo denominada Sagrada Família, para atendimento material e espiritual das famílias carentes.
Em 2002, o Pe. Jorge Bernardes foi nomeado pelo Bispo Regional Dom Gil Antônio Moreira como Vigário Paroquial e, em 2003, Dom Gil nomeou Pe. Benedito Vicente de Abreu como pároco, sendo assim o sucessor do Pe. Castilho. Em 2013, Pe. Benedito foi transferido para Paróquia Santo Afonso Maria de Ligório e o Cardeal dom Odilo Pedro Scherer, arcebispo metropolitano de São Paulo, nomeou o padre Boris Agustín Nef Ulloa, professor de Teologia da PUC-SP e até então pertencente ao Clero da Região Episcopal Belém, como pároco da Imaculada Conceição.

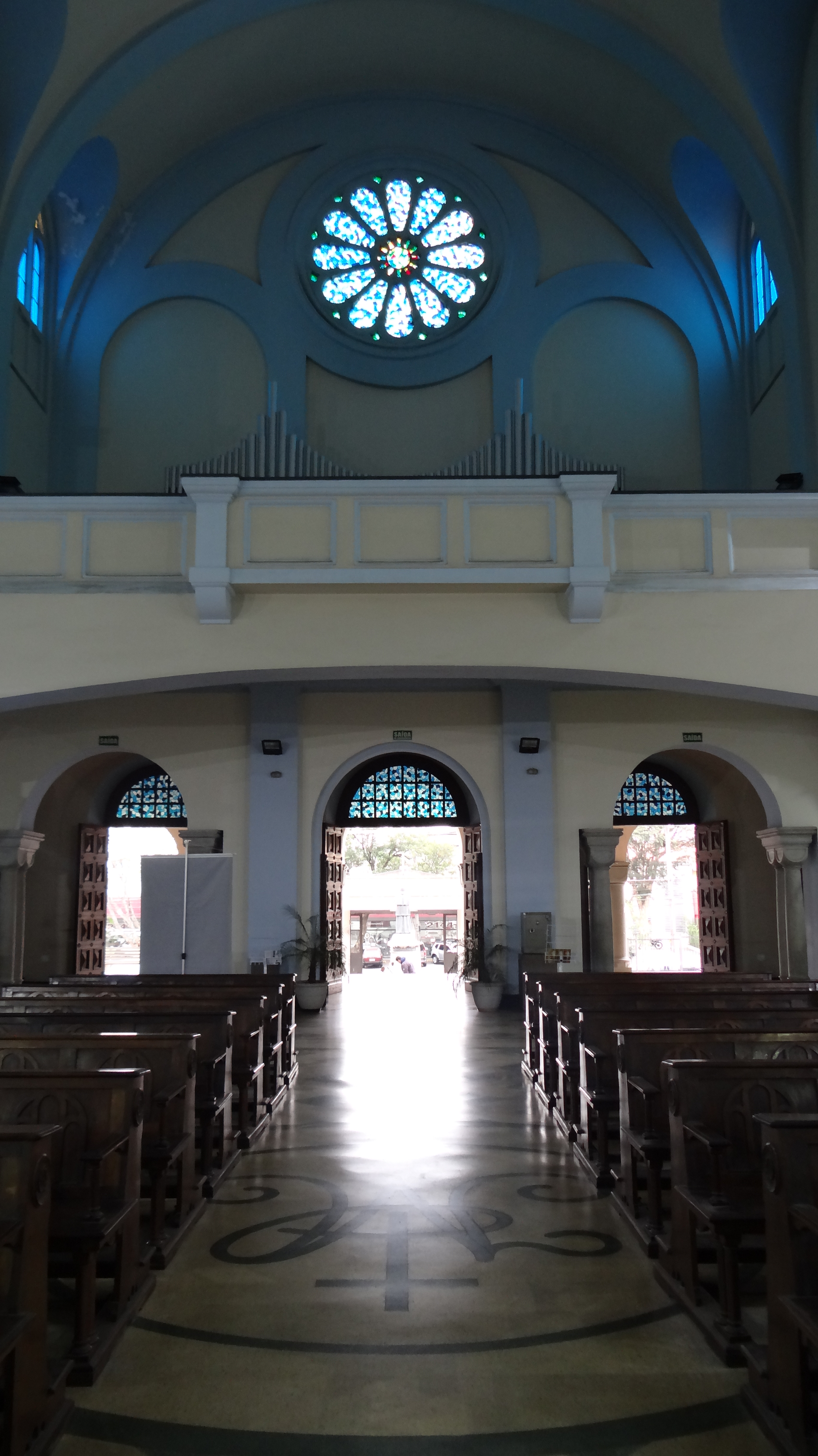
Seminário Central do Ipiranga, São Paulo (SP), Brasil - Paróquia 2

Em 2006, a edificação passou por um restauro no qual foi utilizada a técnica de aplicação do sistema de EDXRF portátil do Laboratório de Física Nuclear Aplicada da Universidade Estadual de Londrina (UEL) na análise in situ dos pigmentos de pinturas murais e no acompanhamento de seu restauro. A técnica faz parte de uma metodologia de análise da composição química elementar de materiais, na qual destaca-se a fluorescência de raios X por dispersão em energia (EDXRF); é uma técnica não-destrutiva e multielementar.

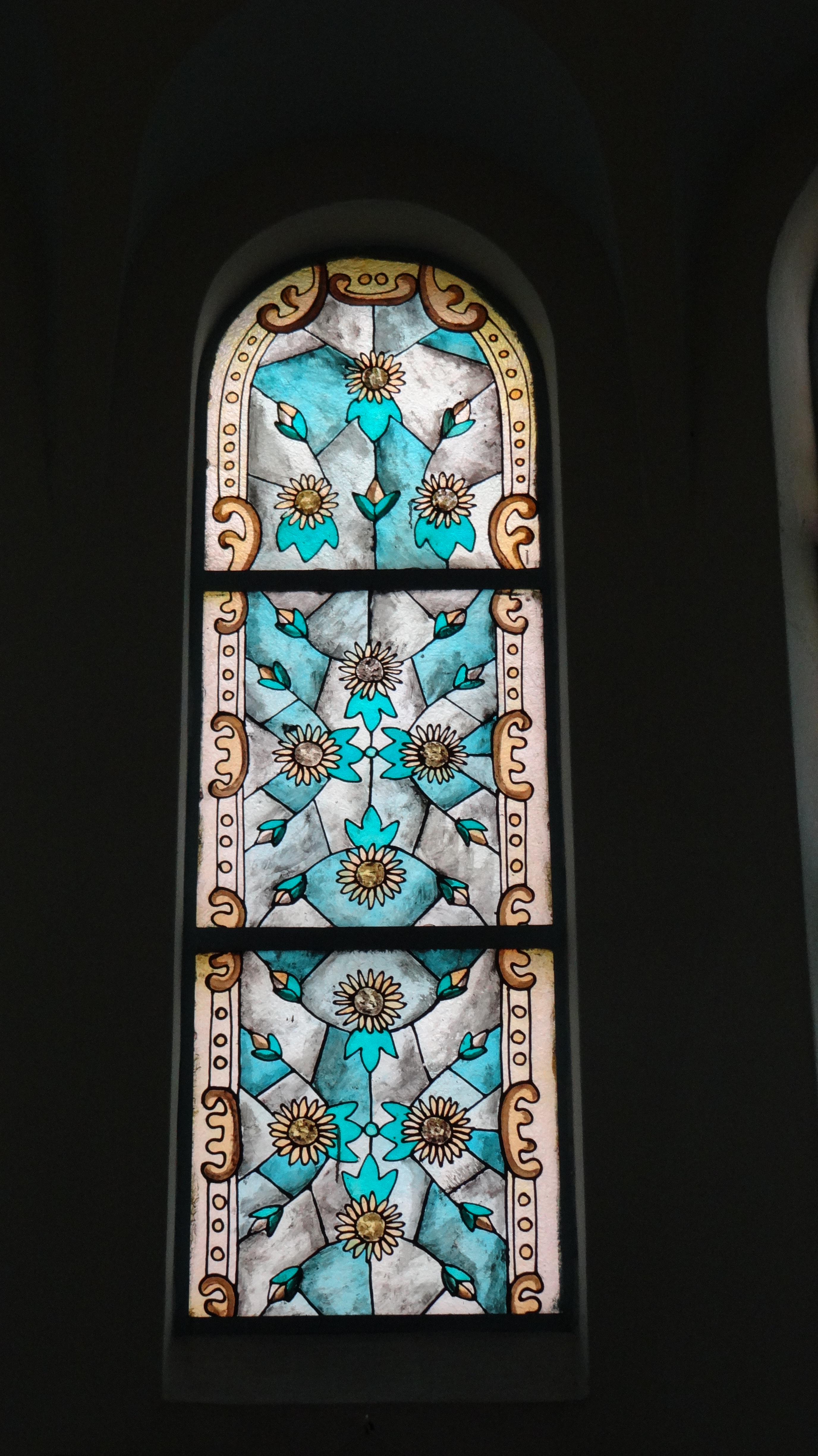
Seminário Central do Ipiranga, São Paulo (SP), Brasil - Vitral Paróquia 1

A Paróquia foi construída em formato de cruz e possui uma nave principal com 416 assentos, mais 24 assentos na capela e 150 vagas de estacionamento. Com arcos e rosácea na entrada em estilo neoclássico e vitrais.

## Características Arquitetônicas
O grande quarteirão do Seminário Central do Ipiranga delimitava uma área de 32 mil metros cercado por  pequenos  muros  sobre  os  quais  se  encontravam grades, num  local  com  pouca vizinhança.  Em texto sobre o Seminário Central do Ipiranga, o autor relata: "Na  frente  havia  um  jardim  com  algumas  vias  de  acesso  para  a  portaria.  Uma grande estrutura de estilo neoclássicos e espalhava pelo terreno: à direita, ficava a imponente capela da  Imaculada Conceição,  construída em formato de cruz, e, à esquerda, a reitoria. Ao passar  da  entrada  do  prédio,  encontrava-se um largo  corredor  ligado  a  quatro  grandes  alas onde estavam situadas as salas de aula, no térreo, e os dormitórios, no andar superior. Neste, a monotonia  dos  cômodos,  totalmente  semelhantes,  reforçada  pela  sobriedade  nas  cores, imprimia uma sensação harmônica das coisas, segundo a qual cada coisa estava em seu lugar. Entre  as  grandes  alas  e a capela,  no  centro  do  conjunto  de  edifícios,  unidos  como  se fossem um, um pátio abrigava um jardim, com alguns bancos de alvenaria e pequenas vias de passeio. Os  prédios  situavam-se  na  região  mais  alta  do  terreno  e  seguiam  a  lógica  das  construções religiosas em sua imponente verticalidade."
Ao entrar na capela via-se uma grande imagem de Nossa Senhora da Imaculada Conceição no alto do altar-mor e mais abaixo um grande crucifixo ladeado pelas imagens de São Paulo e outros santos.

## Processo de Tombamento

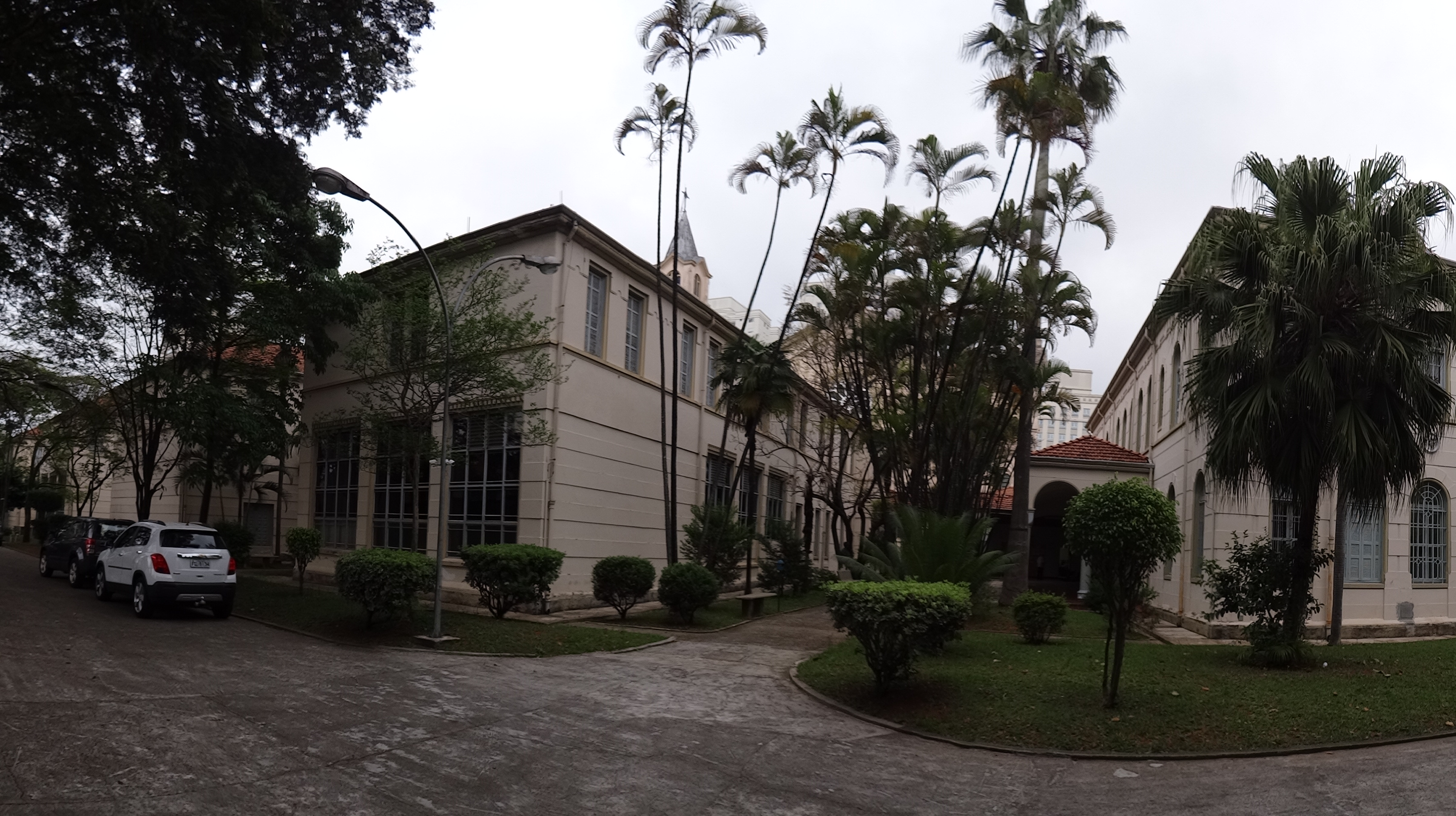
Seminário Central do Ipiranga, São Paulo (SP), Brasil - Panorâmica Jardim

O Seminário Central do Ipiranga faz parte dos doze Institutos Assistenciais e de Ensino localizadas na proximidade da Avenida Nazaré, no bairro do Ipiranga. Esse conjunto de Instituições marca a primeira ocupação dessa área do bairro, iniciada em meados de 1890, na antiga colina e chácara do Ipiranga, situando-se nas áreas remanescentes de propriedade do Conde José Vicente de Azevedo.
Em 1992, o CONPRESP, abriu o processo de tombamento de oito dessas edificações do bairro do Ipiranga pela Resolução nº 03/CONPRESP/92, através do processo 1992-0.007.359-0. Em 2007, foram identificadas mais quatro edifícios que fazem parte desse conjunto e possuem igual importância, dessa forma, o processo foi complementado neste mesmo ano pelo Processo Administrativo nº 2007-0.005.608-0, incluindo as quatro edificações remanescentes "considerando a  necessidade  de  resgatar  o  significativo  valor  arquitetônico, ambiental, histórico e paisagístico dessas edificações".
O Seminário Central do Ipiranga foi tombado com Nível de Proteção 3 (NP 3) que inclui a "preservação das características arquitetônicas externas do conjunto constituído pela Igreja e suas edificações laterais e a preservação da configuração espacial determinada pela relação entre conjunto edificado e jardins, passeios e pátios internos, tais como se encontram atualmente".